# 戴氏眶燈魚
戴氏眶灯鱼（学名：Diaphus danae）为輻鰭魚綱燈籠魚目灯笼鱼科的其中一種，分布於印度西太平洋區的澳洲南部及紐西蘭海域，屬深海魚類，棲息深度可達350公尺，體長可達12.6公分。

## 扩展阅读
維基物種上的相關：戴氏眶灯鱼